# Museo de la Cultura Maya
El Museo de la Cultura Maya (MCM) Ubicado en el estado Mexicano de Quintana Roo, es uno de los recintos museográficos más importantes de la civilización maya en México. Este museo plasma la forma de vida, cotidianidad y grandeza arquitectónica de la cultura Maya, así como su sistema calendárico y cosmovisión. Representaciones artísticas, escenografía e iluminación son la base de la exhibición.

## Historia
Único en su género en Latinoamérica, fue inaugurado el 4 de abril de 1993 en Chetumal Quintana Roo, adoptando un estilo único y moderno, distribuido alrededor de un jardín central flanqueado por altos y amplios corredores que dan acceso a lugares como la sala de exposiciones temporales, auditorio, oficinas, bodegas, sanitarios y otros servicios como tienda de artesanías y librería. Ese mismo día quedaron abiertas las salas de exposiciones temporales: auditorio, oficinas y áreas comunes.
El 14 de septiembre de 1994, la sala permanente fue abierta oficialmente al público. La construcción que hoy ocupa el Museo de la Cultura Maya fue propiedad de la comisión federal de electricidad que data de 1940 y comprende una superficie de 10,000 metros cuadrados, funcionó varios años como planta generadora de energía eléctrica que alimentaba tanto Chetumal como los poblados de Huay Pix y Calderitas.
La sala permanente es exclusivamente dedicado a la cultura maya, cuenta con tres niveles que permiten un recorrido a través del mundo Cosmopolitan de mayas prehispánicos, vida terrenal, inframundo y una bóveda celeste, siempre girando en torno a la llamada Yaxché o ceiba, árbol representativo y sagrado de los mayas. Una gran selva cruza diagonalmente la gran sala en sus tres niveles, con una ambientación basada en sonidos reales de animales de la región, como aves y monos aulladores. El recorrido normal dura aproximadamente una hora y media acompañado de un guía.